# 瓦尔特·施罗德
瓦尔特·施罗德（德語：Walter Schröder，1932年12月29日—2022年11月10日），德国男子赛艇运动员。他曾代表德国联队参加1960年夏季奥林匹克运动会赛艇比赛，获得男子八人单桨有舵手金牌。